# 川村真司
川村 真司（かわむら まさし、1979年10月15日 - ）は、日本のクリエイティブディレクター。

## 人物
1979年東京生まれ、サンフランシスコ育ち。慶應義塾大学卒業。博報堂、BBH Japan、180Amsterdam、BBH New York、Wieden&Kennedy New Yorkといった広告代理店を経て、2011年東京とニューヨークを拠点とするクリエイティブ・ラボPARTYを伊藤直樹らと設立し、クリエイティブディレクターとしてPARTY NYに在籍。2018年、クリエイティブスタジオWhateverをスタート、CCOを務める。
ロンドンの映像プロダクションSTINKには映像ディレクターとして所属。TOYOTAやGoogleといったブランドのグローバルキャンペーンを手がけつつ、『Rainbow in your hand』のようなプロダクトデザイン、SOURの「日々の音色」やandropの「Bright Siren」のミュージックビデオのディレクションなどの活動を行う。
主な受賞歴に、カンヌ国際広告祭、文化庁メディア芸術祭、アヌシー国際アニメーションフェスティバル、NY ADC、One Show等。2011年米Creativity誌によって「世界のクリエイター50人」、2012年米Fast Company誌の「100 Most Creative People in Business」に選出。

## 主な作品
ミュージックビデオ
- SOUR - 「半月」「日々の音色」「MIRROR」「Life is Music」
- androp - 「Bright Siren」「Bell」「Word.Words.Lights.」「Boohoo」「Voice」「Shout」「Hana」
- Snoop Dogg Ft. The Dream - 「Gangsta Luv」
- ユニコーン×宇宙兄弟 - 「Feel So Moon」
- Mr.Chirdren - 「Marshmallow day」
- 湯川潮音 - 「かかとを鳴らそ」
- Superfly - 「フレア」
- Vaundy - 「置き手紙」

TV
- NHK - ピタゴラスイッチ
- NHK - テクネ 映像の教室
- NHK - 連続テレビ小説 スカーレット（タイトル制作）
- TBS - SONY MAKE TV

アニメーション映画
- 『HIDARI（パイロット版）』（原案・脚本・監督）

ゲーム
- TEAM SHACHI×ROCKMAN『ROCKMAN 20XX ～戦え!TEAM SHACHI～』（クリエイティブディレクター）

PRODUCT DESIGN
- Flip Book-「Rainbow in your hand」
- Fashion Design-「"T" shirts」

INTERACTIVE
- TOYOTA-「Toy Toyota:Backseat Driver」
- Intel-「Intel Ulteabook"Pop^up Theater"」
- Space Shower TV-「Sperm Visualizer」

WEB
- 日本アニメ（ーター）見本市 『オチビサン』 （2015年）